# مجموعه شیخ علی بلیمان
مجموعه شیخ علی بلیمان مربوط به سدهٔ ۹ ه.ق است و در شهرستان تفت، روستای بیداخوید واقع شده و این اثر در تاریخ ۱ مهر ۱۳۶۳ با شمارهٔ ثبت ۱۶۶۶ به‌عنوان یکی از آثار ملی ایران به ثبت رسیده است.